# The Lion King: The Gift
Pour les articles homonymes, voir Le Roi lion (homonymie).
Cet article concerne l'album de Beyoncé. Pour la bande originale, voir Le Roi lion (bande originale, 2019).
Albums de Beyoncé
Homecoming: The Live Album
(2019) Renaissance
(2022)
The Lion King: The Gift est une compilation développée et produite par la chanteuse américaine Beyoncé, sortie en 2019 sur les labels Parkwood et Columbia. Il s'agit d'un album inspiré par le film Le Roi lion, sorti en parallèle à la bande originale de ce dernier.

## Historique
Le 9 juillet 2019, il est révélé que Beyoncé va produire l'album The Lion King: The Gift, qui contient des chansons inédites inspirées par le film, notamment Spirit, qui figure également sur la bande originale. La liste des titres est révélée sur le site officiel de Beyoncé le 16 juillet 2019.

## Liste des titres
| 1.    | Balance (Mufasa Interlude) (produit par Beyoncé et Derek Dixie)                         | Jeff Nathanson                                                                                    | James Earl Jones                                          | 0:43 |
| 2.    | Bigger (produit par Beyoncé et Derek Dixie)                                             | - Beyoncé - Dixie - Akil King - Raye - Rick Lawson - Stacy Barthe                                 | Beyoncé                                                   | 3:46 |
| 3.    | The Stars (Mufasa Interlude) (produit par Beyoncé et Derek Dixie)                       | Nathanson                                                                                         | James Earl Jones                                          | 0:46 |
| 4.    | Find Your Way Back (Circle of Life), (produit par Beyoncé, Magwenzi et Bubele Boii)     | - Beyoncé - Abisagboola Oluseun - Robert Magwenzi - Starrah - Bubele Boii                         | Beyoncé                                                   | 2:42 |
| 5.    | Uncle Scar (Scar Interlude) (produit par Beyoncé et Derek Dixie)                        | Nathanson                                                                                         | Chiwetel Ejiofor                                          | 0:13 |
| 6.    | Don't Jealous Me (produit par Beyoncé et P2J)                                           | - Beyoncé - Tekno - Alade - Mr Eazi - Ari Pensmith - Nana Afriyie                                 | Tekno, Yemi Alade et Mr Eazi                              | 2:35 |
| 7.    | Danger (Young Simba & Young Nala Interlude) (produit par Beyoncé et Derek Dixie)        | Nathanson                                                                                         | JD McCrary et Shahadi Wright Joseph                       | 0:16 |
| 8.    | Ja Ara E (produit par Beyoncé et P2J)                                                   | - Burna Boy                                                                                       | Burna Boy                                                 | 3:10 |
| 9.    | Run Away (Scar & Young Simba Interlude) (produit par Beyoncé et Derek Dixie)            | Nathanson                                                                                         | JD McCrary et Chiwetel Ejiofor                            | 0:29 |
| 10.   | The Nile (produit par Beyoncé Sounwave)                                                 | - Beyoncé - Lamar                                                                                 | Beyoncé et Kendrick Lamar                                 | 1:47 |
| 11.   | New Lesson (Timon, Pumbaa & Young Simba Interlude) (produit par Beyoncé et Derek Dixie) | Nathanson                                                                                         | Billy Eichner, Seth Rogen et JD McCrary                   | 0:53 |
| 12.   | Mood 4 Eva (produit par Beyoncé, DJ Khaled et Just Blaze)                               | - Beyoncé - Jay-Z - Donald Glover - Anatii - Denisia Andrews - Blue Coney - Justin Smith - Khaled | Beyoncé, Jay-Z et Childish Gambino                        | 4:32 |
| 13.   | Reunited (Nala & Simba Interlude) (produit par Beyoncé et Derek Dixie)                  | Nathanson                                                                                         | Beyoncé et Donald Glover                                  | 0:09 |
| 14.   | Water (produit par Beyoncé et P2J)                                                      | - Beyoncé - Afriyie - Nija Charles                                                                | Salatiel, Pharrell et Beyoncé                             | 2:32 |
| 15.   | Brown Skin Girl (produit par Beyoncé et P2J)                                            | - Beyoncé - Saint Jhn - Ivy Carter - Anatii - Bipolar Sunshine - Michael Uzowuru - Barthe         | Beyoncé, Saint Jhn, Wizkid et Blue Ivy Carter             | 4:08 |
| 16.   | Come Home (Nala Interlude) (produit par Beyoncé et Derek Dixie)                         | Nathanson                                                                                         | Beyoncé                                                   | 0:14 |
| 17.   | Keys to the Kingdom (produit par Beyoncé et Northboi Oracle)                            | - Beyoncé - Savage - Mr Eazi - A. King - Pensmith - Caso - Gerald White - Kaydence - Rich King    | Tiwa Savage et Mr Eazi                                    | 3:18 |
| 18.   | Follow Me (Rafiki Interlude) (produit par Beyoncé et Derek Dixie)                       | Nathanson                                                                                         | John Kani                                                 | 0:31 |
| 19.   | Already (produit par Beyoncé, Diplo et Picard Brothers)                                 | - Beyoncé - Shatta Wale - Smookey - Starrah                                                       | Beyoncé, Shatta Wale et Major Lazer                       | 3:42 |
| 20.   | Remember (Mufasa Interlude) (produit par Beyoncé et Derek Dixie)                        | Nathanson                                                                                         | James Earl Jones                                          | 0:45 |
| 21.   | Otherside (produit par Beyoncé, Davey et Syd)                                           | - Beyoncé - Bankulli - Nicky Davey - Syd                                                          | Beyoncé                                                   | 3:39 |
| 22.   | War (Nala Interlude) (produit par Beyoncé et Derek Dixie)                               | Nathanson                                                                                         | Beyoncé                                                   | 0:18 |
| 23.   | My Power (produit par Beyoncé, DJ Lag et Moses Boyd)                                    | - Beyoncé - Whack - Busiwa - Sanelly - Nija - Nova Wav - Alade                                    | Tierra Whack, Beyoncé, Busiswa, Moonchild Sanelly et Nija | 4:19 |
| 24.   | Surrender (Simba & Scar Interlude) (produit par Beyoncé et Derek Dixie)                 | Nathanson                                                                                         | Donald Glover et Chiwetel Ejiofor                         | 0:14 |
| 25.   | Scar (produit par - Beyoncé - P2J - Tim Suby - Dave Hamelin - Teo Halm )                | - Beyoncé - 070 Shake - Reyez                                                                     | 070 Shake et Jessie Reyez                                 | 3:06 |
| 26.   | I'm Home (Mufasa, Sarabi & Simba Interlude) (produit par Beyoncé et Derek Dixie)        | Nathanson                                                                                         | James Earl Jones, Alfre Woodard et Donald Glover          | 0:43 |
| 27.   | Spirit (produit par Beyoncé, Ilya et Labrinth)                                          | - Beyoncé - Ilya (en) - Labrinth                                                                  | Beyoncé                                                   | 4:33 |
| 54:00 |                                                                                         |                                                                                                   |                                                           |      |

## Certifications
| Pays              | Certification | Unités certifiées |
| ----------------- | ------------- | ----------------- |
| États-Unis (RIAA) | Or            | 500 000           |